# Meling, Västanfors
Meling är en by i Västanfors socken, Fagersta kommun.
Järnframställning har förekommit i byn sedan medeltiden. En gruva omtalas på byns ägor 1332. 1539 fanns en hytta i byn; en senare hytta anlades på 1600-talet. Två äldre hyttor vars ålder är okänd är anlagda före 1600-talets slut och härrör möjligen från medeltiden. Hyttdriften upphörde i början av 1800-talet. Det tyska bolaget Skandinaviska Gruv AB återupptog gruvdriften och drev Bäckgruvan i Meling 1940-44. Fagersta bruks AB tog över driften 1945 och drev gruvan till 1949. 